# 聞人珇
聞人珇（1439年—？），字德夫，浙江紹興府餘姚縣人，明朝政治人物。同進士出身。

## 生平
早年出身國子生，浙江鄉試第十一名舉人。成化十四年（1478年）戊戌科會試第七十五名，殿試登進士第三甲第十二名。授宁国县知县。升兵部郎中。

## 家族
曾祖聞人謙。祖父聞人原。父聞人韺，曾任監察御史。母郭氏。慈侍下。兄珪，驿丞。弟珙。